# 1794 en arts plastiques
| Années des arts plastiques : 1791 - 1792 - 1793 - 1794 - 1795 - 1796 - 1797    |
| Décennies des arts plastiques : 1760 - 1770 - 1780 - 1790 - 1800 - 1810 - 1820 |

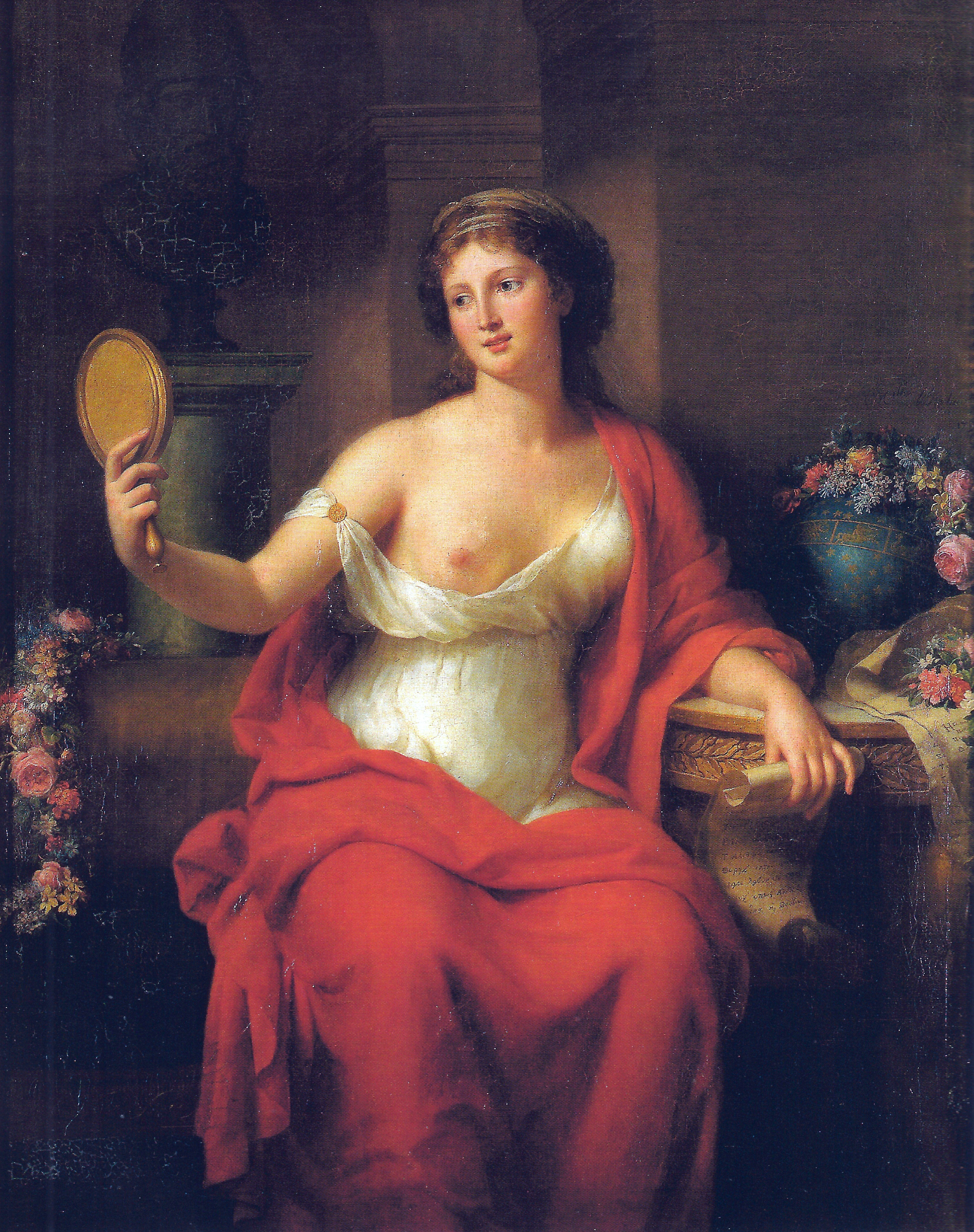
Marie-Geneviève Bouliard, autoportrait en Aspasie..

Cette page concerne l'année 1794 en arts plastiques.

## Œuvres
- 1790-1795 : Autoportrait dans l'atelier, huile sur toile de Francisco de Goya,
- 1793-1794 : Des acteurs comiques ambulants, huile sur fer-blanc de Goya,
- 1793-1794 : Asalto de ladrones, huile sur fer-blanc de Goya,
- La Tirana, huile sur toile de Goya,
- Premières estampes de Sharaku.

## Naissances
- 9 février : Henri Serrur, peintre français († 2 septembre 1865),
- 9 mars : Matteo Picasso, peintre italien († 28 décembre 1879),
- 25 avril : Antoine Sartoris, peintre français d'origine italienne († 17 octobre 1856),
- 13 mai : Louis Léopold Robert, graveur et peintre d'origine suisse († 20 mars 1835),
- 26 juin : Pierre-Jules Jollivet, peintre d'histoire et de genre et lithographe français († 7 septembre 1871),
- 28 août : Nikolaï Maïkov, peintre russe († 23 août 1873),
- 29 août : Léon Cogniet, peintre français († 20 novembre 1880),
- 30 septembre : Carl Joseph Begas, peintre allemand († 24 novembre 1854),
- ? :
  - John Zephaniah Bell, peintre écossais († 28 janvier 1883),
  - Ferdinando Cavalleri, peintre et portraitiste italien († 1865 ou 1867),
  - Anton Chladek, peintre roumain († 1882),
  - Gaspare Sensi, peintre et lithographe italien († 30 janvier 1880).

## Décès
- 24 janvier : Jean-Antoine Morand, artiste, ingénieur, architecte, urbaniste et promoteur français (° 10 novembre 1727),
- 16 avril : Domenico Maggiotto, peintre italien  (° 1713),
- 1er mai : Louis-Nicolas Van Blarenberghe, peintre français (° 13 juillet 1716),
- 22 juin : Charles-Marie Caffieri, sculpteur français (° 22 juin 1736),
- 24 juillet : Rosalie Filleul, peintre et pastelliste française (° 1753),
- ? :
  - Jacopo Marieschi, peintre italien de vedute (° 12 février 1711),
  - Giuseppe Paladino, peintre italien  (° 3 janvier 1721).